# 강석기
강석기(姜碩期, 1580년 3월 23일(음력 3월 9일)~ 1643년 7월 28일(음력 6월 13일))는 조선 중기의 문신이다. 본관은 금천(衿川)이고, 자는 복이(復而), 호는 월당(月塘)·삼당(三塘), 시호는 문정(文貞)이다. 명장 강감찬의 17대 손이며 민회빈 강씨의 아버지로 소현세자의 장인이다.

## 생애
이조 참의 강찬(姜燦)과 그 처 광주 김씨의 아들로 태어났으며 백부 강순(姜焞)의 양자가 되었다. 문과에 급제하고 인조반정 이후 수찬, 정언, 검토관, 이조좌랑, 겸사서, 이조정랑, 겸시강원문학, 응교, 보덕, 사간, 집의, 사인 등을 거쳐 경상우도순안어사로 외직에 나가 민생을 살피고 전한으로 내직에 복귀했다가 양근군수로 다시 외직에 나갔다. 이후 다시 내직으로 들어와서 집의, 응교, 사간 등을 지내다가 병조 참지로 재직 중에 둘째딸이 소현세자의 세자빈으로 간택되었는데 1628년(인조 6) 유효립에 난 진압을 도운 공로로 영사원종공신 1등(寧社原從功臣一等)에 책록되었다. 
이후 벼슬이 우부승지, 대사간, 우승지, 이조참의, 도승지, 이조참판, 병조참판, 대사헌, 부제학, 예조판서, 지중추부사, 형조판서, 지경연사, 이조판서를 거쳐 우의정에까지 올랐다. 세자빈의 아버지로 있으면서 권세를 부리지 않고 검소하게 살았다. 1643년 7월 28일(음력 6월 13일) 사망한다.
이후 심기원의 옥사에 그의 일족이 거론되면서 부관참시 위기와 가문 멸종 위기에 몰렸지만, 김류와 최명길 등이 극력으로 간하여 위기를 면했다. 하지만 그 후 다시 딸 민회빈 강씨가 인조를 저주했다는 혐의로 무고되었을 때, 그의 아내와 아들들은 목숨을 잃었다. 강석기는 강빈의 옥사 당시 이미 죽은 뒤였으나 무덤을 파서 부관참시 당하고 양사에서 간하여 삭탈관직되었다. 사후 숙종 때 영의정 김창집의 상소로 복권된다.

## 저서
- 《월당집》(月塘集)

## 가계[1]
- 증조부 : 강뇌(姜賚)
  - 할아버지 : 강유경(姜惟慶)
    - 친아버지 : 강찬(姜燦)
    - 친어머니 : 광산 김씨 - 김은휘(金殷輝)의 딸, 송준길의 이모
    - 양아버지 : 강순(姜焞)
    - 양어머니 : 안동 김씨
      - 부인 : 고령 신씨 - 증 이조판서 신식(申湜)의 딸, 신예옥(申禮玉)
        - 장남 : 강문성(姜文星)
          - 손녀 : 여안제(呂顔齊)에게 출가
          - 손녀 : 김진수(金震粹)에게 출가
          - 손녀 : 여성제(呂聖齊)에게 출가

        - 차남 : 강문명(姜文明)
        - 삼남 : 강문두(姜文斗)
        - 사남 : 강문벽(姜文璧)
        - 오남 : 강문정(姜文井)
        - 장녀 : 정태제(鄭泰齊)에게 출가
        - 차녀 : 민회빈 강씨
        - 사위 : 소현세자
        - 삼녀 : 이홍상(李弘相)에게 출가

## 참고 자료
- 강석기 - 한국학중앙연구원